# Mike Clark
Michael Jeffrey "Mike" Clark (3. oktober 1946 i Oakland , USA) er en amerikansk trommeslager. 
Clark er nok mest kendt med sit funky jazz trommespil i Herbie Hancocks gruppe fra 1970'erne The Headhunters, hvor han overtog pladsen for Harvey Mason som trommeslager. Han har også spillet med musikere som Chet Baker , Fred Wesley og Charlie Hunter.
Clark har foruden indspilninger med the Headhunters også lavet plader i eget navn.

## Diskografi

### Med Headhunters
- Thrust
- Flood
- Survival of the fittest
- Evolution Revolution
- Live in Europe

- Death wish – Herbie Hancock
- Man Child – Herbie Hancock

### I eget Navn
- Give the Drummer Some
- The Funk Stops Here
- Master Drummer
- Summertime
- Actual Proof

## Eksterne kilder og henvisninger
- Om Mike Clark